# Nesselsdorf F

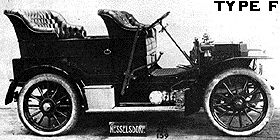
Nesselsdorf F

Der Nesselsdorf F war der Nachfolger des Nesselsdorf E, ein PKW, den die Nesselsdorfer Wagenbau-Fabriks-Gesellschaft, 1906 herausbrachte.
Das Fahrzeug hatte einen seitengesteuerten Vierzylinder-Boxermotor mit 7550 cm³ Hubraum und 28–34 PS (20,6–25 kW) Leistung unter dem Wagenboden eingebaut. Diese Konstruktion war durch einfache Verdopplung der Zylinderzahl aus dem Motor des Vorgängers entstanden. Die erreichbare Höchstgeschwindigkeit lag bei 60 km/h. Neben einem offenen, viersitzigen Tonneau mit Baldachindach gab es auch einen viersitzigen Jagdwagen (Kübelwagen) und einen ersten Innenlenker (Limousine).
1907 wurde dieses letzte Fahrzeug der Marke mit Unterflurmotor durch den größeren Typ J 40 ersetzt.